# 超常芸人サバ〜イ!
『超常芸人サバ〜イ!』（ちょうじょうげいにんサバ〜イ!）は、名古屋テレビ放送（メ〜テレ）のモバちゅー枠で毎月第1火曜日25:20～25:50(JST)に放送されていたバラエティ番組。中京広域圏向けのローカル番組である。2009年3月をもって放送終了。

## 内容
若手・中堅芸人のネタ披露・企画コーナーをメインに据えたスタジオライブを放送。爆笑惑星サバ〜イ!のハラヨジレライブを分離独立させた番組である。ネタの合間にはシュールな演出がある。
当初は多くの芸人が出演していたが、2008年4月放送分から「プレミアム感」をキーワードにリニューアル。
毎回「○○プレミアム」と題し、それに沿った2～3組が出演する形式になった。
過去に放送されたのは、有吉の有吉ゼミ・友近・アジアンの「オンナ芸人プレミアム」や原口あきまさ・ホリの「ものまねプレミアム」など。

## コーナー

### オスキニ部屋
廊下に設置してある試着室のような部屋。部屋の前には「ご自由に自己満足をしてください」と書かれた立て札があり、出演芸人がその部屋で好きなことをする。

### トゥモロー芸人
携帯サイトの企画。この企画で3回連続ベスト3に入ると番組に出演できる。その模様は他の出演芸人もモニターを通して観ている。